# 厦门市禾山中学
24°30′11″N 118°9′0″E / 24.50306°N 118.15000°E
厦门市禾山中学，建于1924年，是中华人民共和国福建省厦门市湖里区的完全中学。（2020年起为初中校，2022年合并厦门市乐安小学为禾山中学小学部）

## 学校历史

### 1912-1976
1912年，禾山甲种商业学校创办。1924年，商校建新址于双涵社，改称禾山中学。抗战厦门沦陷期间(1938年-1945年)，学校停办。1948年，厦门市立第二中学在原址开始创办。1953年，定名为厦门市第三中学；1960年，在现在湖里区塘边建址。1972年8月，厦门市郊区前线第一中学（福建省厦门第三中学）调出部分教师于祥店社筹办“厦门市郊区前线第二中学”，1973年春，学校正式成立，陈玉堆任校革委会主任。3月1日开学，初一年级招收2个班、96名学生，前线一中转来2个班、104名学生，计200名学生，教职工15人。此后至文革结束，先后名为人民公社中学，郊区前线第二中学。

### 1979-1987
1979年8月27日，取消前线二中建制，与前线一中合并称“前线中学”，在祥店设立分校。1981年，前线中学再次分为两所学校：厦门市郊区禾山第一中学（校址在塘边）、厦门市郊区禾山第二中学（校址在祥店）。同年9月，禾山二中高中部改办为职业高中。1984年，市教委拨款建设一座4层教学楼，面积1493平方米；1986年又建一座6层教学楼，面积1792平方米。1987年9月，学校更名为“厦门市禾山第二中学”，归市教委直管。

### 1990至今
1990年,经厦门市人民政府批准，开始使用现名。1991年2月，经市政府批准，学校面积扩大到29213平方米。1993年，厦门市政府投资110万元建设学校食堂、教工宿舍楼，扩建田径场，修建篮球场、排球场。1998年，建成一座4层综合实验楼，面积2600平方米，内有物理、化学、电工、电子实验室、微机房、多媒体演播室、资料室等。学校在抓教学硬件设施的同时，侧重提高教学质量。1994年初三中考平均总分360．55分，毕业率85％，录取率为87％；1995年中考上中专线达100人，占全市六分之一。学生第二课堂成绩亦斐然：学校地震测报站连续多年被评为厦门市先进测报组；在厦门市中学生运动会中长跑比赛、环城赛跑、篮球赛、排球赛连年获奖；学校曾荣获“福建省百日体育竞赛先进单位”称号。校园文化活动开展得有声有色，经常举办歌手赛、知识竞赛、时装表演等，这些活动对学生起到了增进知识、陶冶情操的良好效果。2001年，经厦门市政府批准，取消职业高中，恢复普通高中。2001年，在校学生有1800余人，教职工145人。2003年，在校初中生1464人、高中生897人。2012年9月，后埔小学原校址并入禾山中学。同月，与厦门第六中学合作办学。2018年4月，市教育局印发文件通知，禾山中学当年起不再招入高中生，两年后改为初中校。2022年8月，改制为九年一贯制学校

## 学园文化

### 社团
志愿者团队“绿禾”

### 校歌
- 中国少年先锋队队歌[15]（约八十年代）
- 《向阳成长》（现用校歌）

## 知名校友
陆维特，第六届全国政协委员、全国科协委员和福建省政协委员

## 学校荣誉
2005年，福建省三级达标高中
2009年，福建省二级达标高中
2013年，厦门市中小学中等职业学校数字校园示范校试点学校
2015年，全国青少年足球特色校
2017年，湖里区初中教育质量先进校